# Бейнаско
Бейна̀ско (на италиански: Beinasco; на пиемонтски: Beinasch, Бейнаск) е град и община в Метрополен град Торино, регион Пиемонт, Северна Италия. Разположен е на 265 m надморска височина. Към 1 януари 2020 г. населението на общината е 17 856 души, от които 1102 са чужди граждани.

## Култура

### Религиозни центрове
- Католическа енорийска църква „Св. апостол Яков“ (Chiesa di San Giacomo Apostolo), 16 век
- Католическа енорийска църква „Исус господар“ (Chiesa di Gesù Maestro), 1971 г., във Форначи
- Католическа църква „Св. Мария“ (Chiesa di Santa Maria), 70-те г. на 20 век, в Боргарето